# Paweł Kordowitzki
Paweł Kordowitzki – polski lekarz weterynarii, specjalista w dziedzinie rozrodu zwierząt, profesor Uniwersytetu Mikołaja Kopernika w Toruniu. Pierwszy polski lekarz weterynarii posiadający tytuł Diplomate of the European College of Animal Reproduction (Dipl. ECAR).

## Wykształcenie i kariera naukowa
W latach 2013–2014 pełnił funkcję doktoranta oraz asystenta naukowego podczas stażu ECAR w Klinice Ginekologii, Położnictwa i Andrologii na Wydziale Medycyny Weterynaryjnej Justus-Liebig-Universität w Giessen w Niemczech. W tym samym roku uzyskał tytuł lekarza weterynarii.
W latach 2014–2017 był doktorantem i rezydentem w ramach programu Residency ECASR w Instytucie Friedricha Loefflera oraz w Instytucie Genetyki Zwierząt Gospodarskich w Mariensee, Niemcy.
W 2016 roku był stypendystą międzynarodowym fundacji BAYER, realizując badania na Uniwersytecie New South Wales, w Szkole Nauk Medycznych oraz Cancer Research Center w Sydney, Australia.
W 2016 roku obronił pracę doktorską na Wydziale Medycyny Weterynaryjnej Freie Universität Berlin, uzyskując stopień doktora nauk weterynaryjnych z wyróżnieniem magna cum laude.
W latach 2017–2022 był specjalistą oraz lekarzem weterynarii w Instytucie Rozrodu Zwierząt i Nauk Żywności Polskiej Akademii Nauk, w Zakładzie Immunologii i Patologii Rozrodu w Olsztynie, Polska.
W latach 2014–2019 odbył rezydenturę w European College of Animal Reproduction (ECAR). W 2019 roku, po zdaniu 16-godzinnego egzaminu końcowego w Belgii, uzyskał tytuł Diplomate of the European College of Animal Reproduction, stając się pierwszym Polakiem z tym prestiżowym tytułem.
W 2024 roku uzyskał stopień doktora habilitowanego nauk weterynaryjnych na Uniwersytecie Mikołaja Kopernika w Toruniu. Tematem jego rozprawy habilitacyjnej były „Molekularne mechanizmy i biomarkery starzenia reprodukcyjnego w oocytach”.

## Działalność naukowa
Od 2019 roku związany z Uniwersytetem Mikołaja Kopernika w Toruniu. Obecnie pełni funkcję profesora w Katedrze Nauk Podstawowych i Przedklinicznych Instytutu Medycyny Weterynaryjnej tegoż uniwersytetu. Jego badania koncentrują się na molekularnych mechanizmach i biomarkerach starzenia reprodukcyjnego w oocytach, ze szczególnym uwzględnieniem wpływu metylacji DNA i zegara epigenetycznego na komórkę jajową oraz długowieczność ssaków.
W sierpniu 2024 roku, dzięki grantowi IDUB mobility, został zatrudniony jako profesor wizytujący na Harvard Medical School w Department of Cell Biology, gdzie pracował nad zagadnieniami związanymi ze starzeniem i rakiem jajnika w laboratorium prof. Marcii Haigis.

## Członkostwo w organizacjach
Jest oficjalnie uznanym specjalistą w dziedzinie rozrodu zwierząt przez European Board of Veterinary Specialisation (EBVS) oraz członkiem, jak i egzaminatorem European College of Animal Reproduction (ECAR).